# Otto Friedrich Bollnow
Otto Friedrich Bollnow (ur. 14 marca 1903 w Szczecinie, zm. 7 lutego 1991 w Tybindze) – niemiecki pedagog i filozof.

## Życiorys
Pochodził z rodziny nauczycielskiej, studiował fizykę i matematykę w Berlinie. Promowany przez fizyka Maxa Borna udzielał się w Odenwaldschule, gdzie otrzymał decydujące impulsy dla swojej działalności pedagogicznej, współpracując z ważnymi zwolennikami reformy szkolnictwa, takimi jak Paul Geheeb czy Martin Wagenschein. W Getyndze Bollnow ostatecznie porzucił nauki ścisłe i poświęcił się pedagogice i filozofii. U Hermanna Nohla obronił pracę doktorską na temat filozofii życia Friedricha Heinricha Jacobiego. Na filozofię Bollnowa wpłynęły głównie dwa nurty: filozofia życia Diltheya oraz egzystencjalizm, głównie w wersji Martina Heideggera.
Otto Friedrich Bollnow, należy do starszego pokolenia filozofów zachodnioniemieckich. Formację filozoficzną otrzymał w czasach republiki weimarskiej. W czasach hitlerowskich nie emigrował, stawiając bierny opór nazizmowi. 
W Tybindze działa Towarzystwo Przyjaciół Bollnowa, pod kierownictwem profesora Friedricha Kuemmela, ucznia Bollnowa.

## Najważniejsze dzieła
- Das Wesen der Stimmungen, 1942
- Die Ehrfurcht, 1947
- Dilthey. Eine Einführung in seine Philosophie, Leipzig 1936
- Neue Geborgenheit. Zur Überwindung des Existentialismus, 1936

## Literatura przedmiotu
- Göbbeler, H- P., H- U. Lessing (Hrsg) Otto Friedrich Bollnow im Gespräch, Freiburg/München 1983
- Kümmel, F. Der Schritt ins Offene. Zum Tod des Philosophen Otto Friedrich Bollnows, w: Stuttgarter Zeitung, 9 lutego 1991
- Pulkowska M. Otto Friedrich Bollnow - Filozof zaufania do świata [w: ZNAK miesięcznik, listopad 1979, s. 1179]